# خوش‌بینی زیست‌محیطی
خوش‌بینی زیست‌محیطی یک جنبش است که نگاهی مثبت به مسائل مرتبط با محیط زیست و تغییرات اقلیمی را ترویج می‌کند. این جنبش، روایتی جایگزین برای اخبار عمدتاً منفی محیط‌زیستی ارائه می‌دهد و بر این نکته تأکید دارد که انسان‌ها با ایجاد تغییرات کوچک در سطح فردی و اجتماعی، می‌توانند تأثیرات مثبتی بر محیط زیست داشته باشند. خوش‌بینی زیست‌محیطی با برجسته‌سازی پیشرفت‌های فناورانه مثبت و نمونه‌های موفق احیای بوم‌شناختی، به مردم امیدواری نسبت به مواجهه با مسائل زیست‌محیطی را القا می‌کند.
در نتیجه پدیده‌هایی مانند نابودی زیستگاه، افزایش گونه در خطر انقراض و شدت گرفتن سریع تغییرات اقلیمی، معمولاً نگاهی منفی نسبت به تأثیرات انسان بر زمین شکل می‌گیرد. رویکرد خوش‌بینی زیست‌محیطی تلاش می‌کند تا این ذهنیت‌های شکست‌محور در رابطه با محیط زیست را کاهش دهد. این رویکرد به‌تدریج به یک استراتژی پرطرفدار تبدیل شده که بسیاری از افراد برای کاهش و حتی معکوس کردن اثرات منفی انسانی بر زمین از آن بهره می‌گیرند.

## نمای کلی
در سال ۲۰۱۷، نانسی نولتون جنبش خوش‌بینی زیست‌محیطی را بنیان‌گذاری کرد تا بر اقدامات موفقیت‌آمیز، چه در مقیاس بزرگ و چه در سطح محلی، برای بهبود وضعیت زمین تمرکز کند. نشست خوش‌بینی زیست‌محیطی نیز در نتیجه ترویج این جنبش از همان سال آغاز شده و به‌صورت سالانه برگزار می‌شود. این جنبش با نشان دادن دلایل امیدواری نسبت به تحولات زیست‌محیطی مثبت، مردم را به اقدامات مفید برای محیط زیست ترغیب می‌کند. هدف اصلی خوش‌بینی زیست‌محیطی، ایجاد روحیه حمایت‌گر و انگیزه‌بخش در مردم نسبت به برنامه‌های احیای محیط زیست و کاهش آثار تغییرات اقلیمی است.

## نهادها، سازمان‌ها و افرادی که جنبش خوش‌بینی زیست‌محیطی را پیش می‌برند
هدف مرکز مشترک حفاظت اسمیتسونیان این است که «از تخصص فرهنگی و علمی مؤسسه اسمیتسونیان برای دستیابی به نتایجی استفاده کند که واقعاً در حفظ تنوع زیستی و اکوسیستم‌های زمین مؤثر باشند». رمز موفقیت این مرکز در توانایی آن برای ایجاد و به‌کارگیری شبکه مطالعات میان‌رشته‌ای از متخصصان نهفته است؛ شبکه‌ای که بسیج می‌شود تا دست به اقدام بزند و در حل مسائل زیست‌محیطی روزمره تأثیرگذار باشد.
مرکز حفاظت اسمیتسونیان بر چهار حوزه کلیدی پایداری تمرکز دارد:
خوش‌بینی زیست‌محیطی: جنبشی برای تغییر رویکرد به حفاظت از محیط زیست که در آن مشکلات زیست‌محیطی به عنوان فرصت دیده می‌شوند.
حرکت زندگی: حوزه‌ای پژوهشی که به بررسی و انتقال داده‌ها دربارهٔ جابه‌جایی‌های گسترده گونه‌ها و اکوسیستم‌ها می‌پردازد.
سیستم‌های غذایی پایدار: زمینه‌ای که بر روش‌های عملی تولید غذا به‌صورتی پایدار، قابل‌دسترس و هم‌راستا با حفظ منابع طبیعی تمرکز دارد.
مناظر کاری در خشکی و دریا: حوزه‌ای که به پژوهش و اجرای روش‌های پایدار در زمین‌ها و منابع دریایی بهره‌برداری‌شده می‌پردازد.

## نمونه‌هایی در فرهنگ عامه

### همایش خوش‌بینی زیست‌محیطی

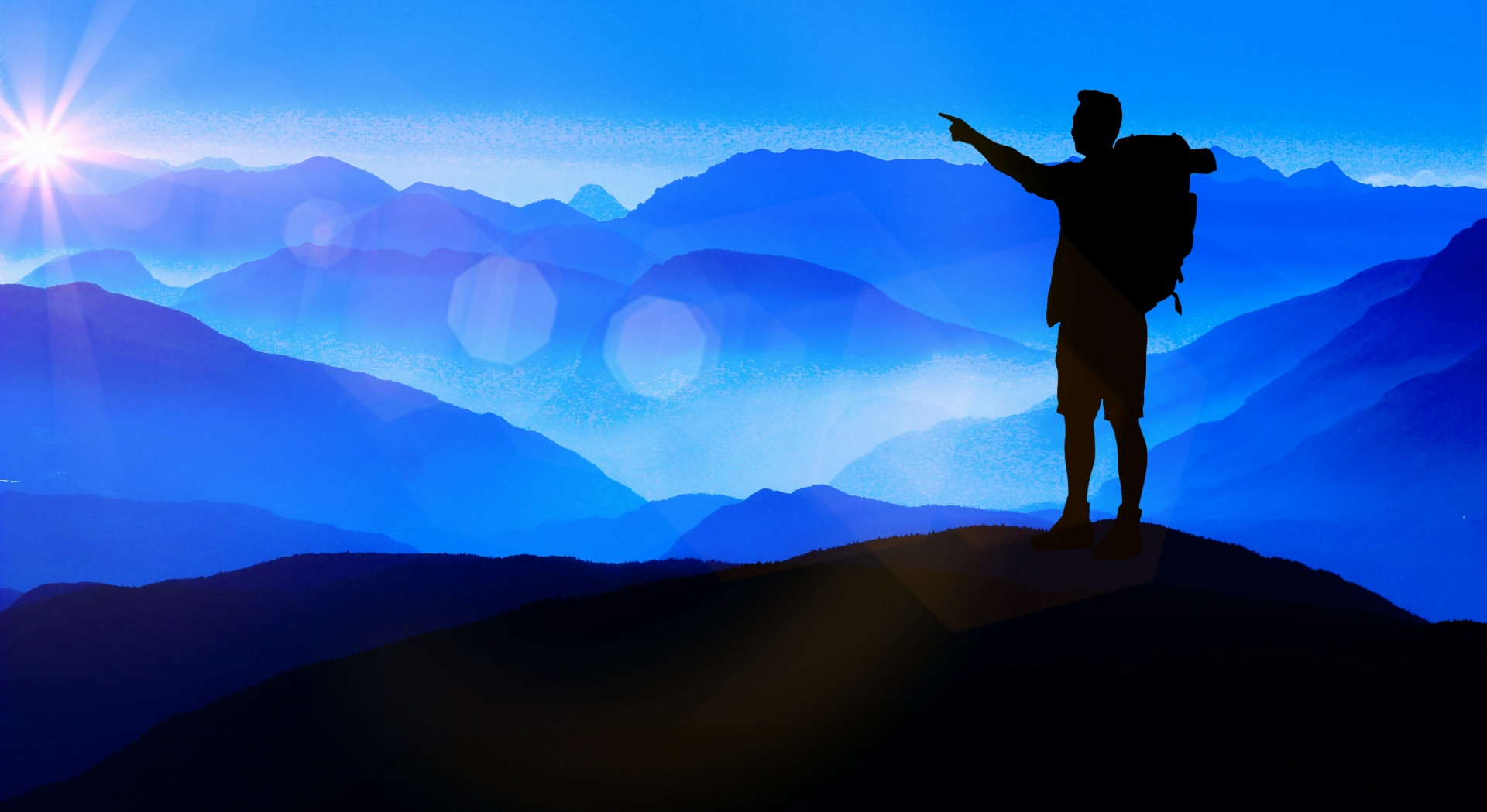
بالا رفتن از کوه می‌تواند نمادی از رسیدن به اهداف باشد. آنچه فردی را به کوهنوردی ترغیب می‌کند، می‌تواند مشابه همان چیزی باشد که فرد را به مشارکت در یک جنبش زیست‌محیطی ترغیب می‌کند.

خوش‌بینی زیست‌محیطی نخستین‌بار در سال ۲۰۱۷ با برگزاری اولین همایش سالانه خوش‌بینی زیست‌محیطی توسط مؤسسه اسمیتسونیان و ابتکار حفاظت کمبریج به‌طور گسترده به افکار عمومی معرفی شد.[۱] هدف این همایش تغییر دیدگاه نسبت به حفاظت محیط‌زیست از فضای یأس و ناامیدی به رویکردی امیدوارانه و فرصت‌محور بود. سخنرانانی از سراسر جهان گرد هم آمدند تا روایت‌هایی الهام‌بخش و نمونه‌هایی از موفقیت در حوزه حفاظت را به اشتراک بگذارند. در این همایش، مجموعه‌ای متنوع از علاقه‌مندان حضور داشتند؛ از نهادهای دولتی مانند سازمان جنگل‌داری ایالات متحده آمریکا گرفته تا سازمان مردم‌نهاد از جمله بنیاد جهانی حیات‌وحش. رویدادهای مشابهی نیز در سراسر کشور برگزار شده‌اند که هر یک به ترویج نمونه‌های موفق در زمینه حفاظت پرداخته‌اند. همایش سال ۲۰۲۰ بر مشارکت جوانان در اقدامات اقلیمی اخیر تمرکز دارد و همچنین گالری‌ای از نمایشگاه‌ها را شامل می‌شود که پروژه‌های تأثیرگذار در مقیاس‌های کوچک و بزرگ را به نمایش می‌گذارند.